# (4429) Chinmoy
(4429) Chinmoy es un asteroide perteneciente al cinturón de asteroides, descubierto el 12 de septiembre de 1978 por Nikolái Stepánovich Chernyj desde el Observatorio Astrofísico de Crimea (República de Crimea).

## Designación y nombre
Designado provisionalmente como 1978 RJ2. Fue nombrado Chinmoy en honor al maestro espiritual bengalí Sri Chinmoy.